# ريتشارد بن فينيست
ريتشارد بن فينيست بالإنجليزية (Richard Ben-Veniste)(من مواليد 3 يناير 1943)، محام أميركي. برز لأول مرة في منصب المدعي العام الخاص خلال فضيحة ووترغيت. وعين عضوا في لجنة 9/11. ومن المعروف ان له تصريحات حادة وإنتقادات واسعة لكل من أعضاء إدارات كلينتون وجورج دبليو بوش.

## الحياة المهنية
انهى دراسته الإعدادية في ثانوية ستويفيسانت في مدينة نيويورك (1960)، بن فينيست في سالونيك لـابين أجداده الـ 50 ألف ضحايا النازية. حصل على بكالوريوس الفنون من كلية مولنبيرغ في الينتاون، ولاية بنسلفانيا (1964)، وليسانس في الحقوق من كلية الحقوق بجامعة كولومبيا في مدينة نيويورك (1967)، ودرجة الماجستير في الحقوق من جامعة نورث وسترن كلية الحقوق في شيكاغو، إلينوي (1968).
وكان محام مساعد الولايات المتحدة (1968-1973) في المنطقة الجنوبية من نيويورك، ورئيس قسم النيابات الخاصة، بين عامي (1971-1973). أصبح المدعي العام في قضية ووترغيت المعروفة، ورئيس فريق التحقيق في قضية وترغيت مكتب المدعي العام بين عامي (1973-1975).
وكان كبير المحامين الديموقراطيين (1995-1996)  في لجنة مجلس الشيوخ الأمريكي وايت ووتر التي حققت في مجموعة متنوعة من المزاعم الموجهة إلي بيل كلينتون وهيلاري كلينتون. حيث دافع بقوة أن كلينتون لم يرتكب أي خطأ في ارتباطه مع من لهم استثمارات في مشروع تطوير الأراضي التي فشلت تحت اسم وايت ووتر،
كان بن فينيست المعين من قبل الرئاسة العام (2000) في التحقيق في جرائم الحرب النازية والإمبراطورية اليابانية.

## لجنة 9/11
العام (2002) كان بن فينيست عضوا في الجنة الوطنية حول الهجمات الإرهابية على الولايات المتحدة (أو «لجنة 9/11»)، حيث وضعت سمعته لطرح أسئلة صعبة وتطالب الحصول على وثائق حساسة، وإن كان في بعض الدوائر اتهم بالتظاهر  وكان استجواب وزيرة الخارجية الأمريكية كوندوليزا رايس مثيرا للجدل، وأدت إلى رفع السرية عن اسرار البرقيات الموجهة إلى الرؤساء السابقون وكان ملخصها: «بن لادن مصمم على الهجوم داخل الولايات المتحدة.» وقد نشر تقرير اللجنة 11/09 في عام 2004، وقد تم قراءتها من قبل الملايين من القراء في جميع أنحاء العالم. وقد صدرت معظم توصيات اللجنة في هذا التقرير.
كان بن فينيست شريكا في مكتب محاماة «ميبورد» بواشنطن العاصمة، ريدمان وجيرتلان (1975-1981). وبن فينيست هو الشريك في مكتب ماير براون للمحاماة من عام 2002 حتى الوقت الحاضر.
فينيست]]

## الأعمال
- كتاب من تأليف ريتشارد بن فينيست وجورج فرامبتون، قصة وراء الكواليس من التحقيق الجنائي الذي قاده مساعد النيابة الخاصة افي فضيحة ووترغيت عن دار النشر سايمون وشوستر، نشر سنة 1977، ISBN 0-671-22463-8
- كتاب ملابس الامبراطور الجديدة: كشف الحقيقة من ووترغيت إلى 11/09 عن دار نشر توماس دن للكتبنشر في سنة 2009، ISBN 978-0-312-35796-2